# Franco Andreoli
Franco Andreoli (* 2. Dezember 1915; † 5. Februar 2009) war ein Schweizer Fussballspieler und -trainer, der als Aktiver des Tessiner Clubs FC Lugano zweimal in den Jahren 1938 und 1941 die Meisterschaft in der Nationalliga errungen hat.

## Spielerlaufbahn

### Verein, bis 1947
Über die Jugendstationen Libertas und Elvezia kam der Mittelläufer zu den Schwarz-Weissen vom Stadio di Cornaredo und gehörte ab 1935 der Stammelf des FC Lugano an. Nach zwei Jahren im Mittelfeld errang er zusammen mit den Stürmerkollegen Lauro Amadò und Tullio Grassi in der Saison 1937/38 mit einem Punkt Vorsprung vor Grasshopper Club Zürich erstmals die Schweizer Meisterschaft. Es folgten die Plätze drei und sechs in den zwei folgenden Saisons, am 12. November 1939 in Zürich sein Debüt in der Schweizer Fussballnationalmannschaft, ehe Andreoli 1940/41 mit Lugano seinen zweiten Titelgewinn mit Trainer József Winkler feiern konnte. Diesmal wurde BSC Young Boys mit zwei Punkten Abstand auf den zweiten Rang verwiesen und Mittelstürmer Alessandro Frigerio holte sich mit 26 Treffern noch zusätzlich die Torschützenkrone. In der Runde 1942/43 platzierte sich Andreoli mit seinen Mannschaftskameraden Mario Fornara, Arnoldo Ortelli und Alfonso Weber hinter dem überlegenen Meister GCZ mit Lugano auf den zweiten Rang und wurde auch im Cup-Final am 26. April 1943 in Bern durch eine 1:2-Niederlage von GC am Pokalerfolg gehindert. In den Runden 1944/45 und 1945/46 schlossen sich zwei weitere Vizemeisterschaften in der Nationalliga an.

### Nationalmannschaft, 1939 bis 1946
Als Franco Andreoli am 12. November 1939 zu seinem Debüt in der Nationalmannschaft der Schweiz kam, hatte die herausragende Spielerpersönlichkeit Sirio Vernati zuvor vom 8. November 1936 bis 4. Juni 1939 in der „Nati“ 28 Länderspiele in Serie auf der Position des Mittelläufers absolviert und dabei die Messlatte auf dieser zentralen Rolle gehörig angehoben. Aber dem Tessiner glückte ein glänzender Start. In Zürich wurde der amtierende Fussballweltmeister Italien – mit Alfredo Foni, Pietro Rava, Miguel Andreolo – mit 3:1 Toren besiegt und er hatte damit eine Zukunft im Nationaldress. Auch beim 1:1-Remis am 3. März 1940 in Turin organisierte Andreoli erfolgreich die helvetische Defensive gegen die Azzuris.

Im Kriegsfrühjahr 1941, am 9. März in Stuttgart und am 20. April in Bern, wurden zwei Länderspiele gegen Deutschland ausgetragen. Beat Jung notiert dazu:

„ Die Spiele gegen Deutschland und Italien dienten der Demonstration der freundnachbarlichen Beziehungen zu zwei Staaten, mit denen man in der Kriegszeit ausgedehnte wirtschaftliche Kontakte pflegte, die man aber dennoch zugleich als Bedrohung für die eigene Unabhängigkeit und deren politische Systeme von breiten Schichten der Schweizer Bevölkerung abgelehnt wurden.“

 In Stuttgart setzte sich die deutsche Mannschaft mit der Angriffsbesetzung Franz Hanreiter, Wilhelm Hahnemann, Fritz Walter, Helmut Schön und Stanislaus Kobierski mit 4:2 Toren durch. Der ausgezeichnete Goalie Erwin Ballabio verhinderte eine noch deutlichere Niederlage. Vor dem Rückspiel in Bern – die Herberger-Elf trat mit der kompletten Angriffsreihe der Stuttgarter Begegnung an – begrüsste General Henri Guisan die Schweizer Spieler einzeln mit Handschlag und unterstrich die psychologische Bedeutung der Auftritte der Nationalmannschaft in der Zeit des Zweiten Weltkriegs. Andreoli und seine Abwehrkollegen Severino Minelli, August Lehmann, Albert Guinchard und Harry Winkler hielten im Verbund mit dem internationalen Klassekeeper Ballabio in Bern den DFB-Angriff in Schach und durch Treffer von Numa Monnard und Lauro Amado gelang ein frenetisch bejubelter 2:1-Sieg gegen Grossdeutschland. Für Deutschland war diese Niederlage besonders bitter, geschah sie doch just an „Führers“ Geburtstag.
Nach dem Ende des Zweiten Weltkrieges absolvierte der „Bannenträger des Tessiner Fussballs“ noch vier Spiele in der „Nati“ und beendete mit dem Ländermatch am 25. Mai 1946 in Glasgow gegen Schottland nach insgesamt dreizehn Länderspieleinsätzen seine internationale Spielerlaufbahn.

### Trainer
Franco Andreoli wurde vom SFV nach dem Zweiten Weltkrieg für die erste Fussball-Weltmeisterschaft 1950 in Brasilien als Trainer berufen. Nach einer anstrengenden Anreise wurde das erste Gruppenspiel am 25. Juni in Belo Horizonte gegen Jugoslawien – mit Ivica Horvat, Zlatko Čajkovski, Stjepan Bobek, Rajko Mitić, Kosta Tomašević, Bernard Vukas – mit 0:3 Toren verloren. Der nicht nachlassende Kampfgeist der Eidgenossen, taktische Systemtreue und eine gewisse Überheblichkeit auf Seiten des haushohen Favoriten Brasilien, brachten dann drei Tage später in Sao Paulo, das nicht erwartete 2:2-Remis nach zwei Toren von Jacques Fatton gegen den Gastgeber – mit Barbosa, Juvenal, Baltazar, Ademir, Friaca – der Weltmeisterschaft zustande. Die Defensive der Andreoli-Elf mit Torhüter Georges Stuber und den Feldspielern Andre Neury, Roger Bocquet, Gerhard Lusenti, Olivier Eggimann und Roger Quinche zeichnete sich dabei besonders aus. Das letzte Gruppenspiel am 2. Juli in Porto Alegre gegen Mexiko war ohne jegliche Bedeutung, die Schweiz gewann nach Toren von Rene Bader und Charles Antenen mit 2:1 Toren. Andreoli wird im „Nati“-Buch von Beat Jung zum WM-Turnier 1950 in Brasilien mit folgenden Worten zitiert: 

„Die Reise kostete uns viel Energie: erster Zwischenhalt in Madrid, dann in Dakar, dann zwölf Stunden in Pernambucom, um das Flugzeug vom Ungeziefer zu desinfizieren, schliesslich in Rio in einem Hotel, wo es wegen Tanz und Musik unmöglich war zu schlafen. Gegen Jugoslawien hatten wir keine Chance. Doch im Spiel gegen Brasilien haben wir unsere WM gewonnen.“

## Neben dem Platz
Noch während seiner Zeit als aktiver Fussballspieler war Franco Andreoli regelmässig als Kommentator für Radio Monte Ceneri tätig. Später war er Chef des Steueramtes der Stadt Lugano.